# Wielka Wieś (Białoruś)
Wielka Wieś (biał. Вялікае Сяло; ros. Великое Село) – wieś na Białorusi, w obwodzie grodzieńskim, w rejonie wołkowyskim, w sielsowiecie Podorosk.
W dwudziestoleciu międzywojennym leżała w Polsce, w województwie białostockim, w powiecie wołkowyskim, w gminie Podorosk.